# Rigolato
Rigolato (friülà Rigulât) és un municipi italià, dins de la província d'Udine. És situat dins la Val Degano, a la Cjargne. L'any 2007 tenia 568 habitants. Limita amb els municipis de Comeglians, Forni Avoltri, Paluzza i Prato Carnico.

## Fraccions
- Ludaria (Ludarie) lloc del poeta local Enrico Fruch (Ludaria 1873-Udine 1932).
- Ricciòl
- Magnanins
- Valpicetto (Valpicîot)
- Tors
- Autimis
- Givigliana
- Stalis (loc. Stalos)
- Vuezzis (Vuezis, loc. Vuezos)
- Soclap
- Gracco (Grac)

## Administració
| Període | Identitat        | Partit        |
| ------- | ---------------- | ------------- |
| 2004-   | Marcello Candido | Llista cívica |